# 宗次郎 オカリーナの森から
川口技研 presents 宗次郎 オカリーナの森から（かわぐちぎけんプレゼンツ そうじろうオカリーナのもりから）は文化放送で2010年4月10日から2023年3月26日まで放送されていた音楽番組である。

## 概要
日本のオカリナ演奏家の第一人者である宗次郎のディスクジョッキー番組。これまで演奏してきた自身のオカリナの演奏を聴きながら、宗次郎の音楽感を自ら語り、またゲストとの対談、不定期で「オカリーナの森」での公開録音などを展開した。

## パーソナリティ
- 宗次郎
- 西川文野 - アシスタント（2016年10月1日 - 2023年3月26日）

### 過去のパーソナリティ
- 伊藤佳子 - アシスタント（2010年4月10日 - 2016年9月24日）

## 放送局
- 文化放送：土曜 17:15 - 17:30（かつて行われていたクライマックスシリーズ中継が延長した場合には休止し、CMのみ野球中継の中で放送していた）
- 東海ラジオ：日曜 7:45 - 8:00（2014年4月6日からネット開始）
  - 2016年3月までは日曜 7:45 - 7:55。
- RKBラジオ（JRN単独加盟局）：日曜 18:00 - 18:15（2014年4月6日からネット開始。福岡ソフトバンクホークスの絡むナイターがある日は15:00 - 15:15に繰り上げ。一方、デーゲームが18:00以降も続いている場合、2014年度は中継を止めて本番組を定刻通り放送していたが、2015年からは休止対応となる場合あり）

### 番組終了以前にネットを終了した局
- ABCラジオ：日曜 6:30 - 6:45（2013年10月5日放送分からネット開始　2014年4月6日より日曜早朝へ）　
  - 2014年3月29日までは土曜 18:00 - 18:15。ただし、クライマックスシリーズ、日本シリーズの開催日は17:40 - 17:55に繰り上げ（雨天中止やシリーズが決着し試合がない場合は通常と同じ）だった。
  - 2016年9月をもってネット終了。10月からは同じ文化放送の『千葉真子 BEST SMILEランニングクラブ』をネット。